# Lo sciagurato Egidio
Lo sciagurato Egidio è stato un programma televisivo italiano sportivo, trasmesso dapprima da Tele+ e poi da Sky, presentato da Giorgio Porrà.
Esso prendeva il titolo dal soprannome che Gianni Brera diede a Egidio Calloni, calciatore d'attacco degli anni settanta ed ottanta, divenuto suo malgrado famoso per l'alto numero di gol che sbagliava.
Pur trattandosi di una trasmissione sportiva con il calcio in prima fila, si distingueva per i toni che usava, dato che prendeva le distanze dal "calcio urlato" e cercava di trovare punti di contatto tra sport e cultura.
Nel corso degli anni il programma si è avvalso degli interventi di Giuseppe Bergomi e Gianluca Vialli per la parte sportiva e di Tatti Sanguineti per la parte più spiccatamente culturale.
La sigla musicale che l'accompagnava lungo tutto il suo svolgimento era Summer di Joe Hisaishi.